# آلفرد گاف
آلفرد گوک سوم (به انگلیسی: Alfred Gough) (متولد ۲۲ آگوست ۱۹۶۷) یک فیلم‌نامه‌نویس و تهیه‌کننده، آمریکایی است.

## زندگی
آلفرد متولد لوناردتوون در ایالت مریلند است. او در سال ۱۹۸۹ از دانشگاه کاتولیک آمریکا فارغ‌التحصیل شد. گوک پس از شرکت در برنامه تهیه‌کنندگی دانشگاه کالیفرنیای جنوبی با همکار نویسنده خود مایلز میلار آشنا شد.
میلار و گوک در اوایل کار موفقیت‌های خوبی داشتند و توانستند داستان مانگو (در مورد پلیسی بود که به حیوانات آلرژی داشت) را به نیو لاین سینما طی قراردادی به قیمت ۴۰۰ هزار دلار ارائه کنند.

## فیلمنامه‌نویسی
گوک و میلار در فیلم‌های بسیاری به عنوان نویسنده و تهیه‌کننده شرکت داشته‌اند که از جمله آنها می‌توان به مومیایی: مقبره امپراتور اژدها به کارگردانی راب کوهن، ظهر شانگهای و شوالیه‌های شانگهای با بازی جکی چان و اوون ویلسون، مرد عنکبوتی ۲ با بازی توبی مگوایر، هربی: با باک پر با بازی لیندزی لوهان، اسلحه مرگبار ۴ با بازی مل گیبسون و من شماره چهار هستم به تهیه‌کنندگی مایکل بی اشاره کرد.
گوک و میلار همچنین در ساخت بعضی از مجموعه‌های تلویزیونی مانند اسمالویل مشارکت داشته‌اند.